# 马希拉
马希拉（Mahira），是印度西孟加拉邦Barddhaman县的一个城镇。总人口4492（2001年）。

## 人口
该地2001年总人口4492人，其中男性2507人，女性1985人；0—6岁人口553人，其中男279人，女274人；识字率60.89%，其中男性为70.24%，女性为49.07%。